# علاج بحري
العلاج البحري أو العلاج بالبحر (بالإنجليزية: Thalassotherapy، من الكلمة اليونانية thalassa ، والتي تعني «البحر»)، هو استخدام مياه البحر كشكل من أشكال العلاج. يعتمد هذا النوع من أنواع العلاج على الاستخدام المنتظم لمياه البحر، والمنتجات البحرية، ومناخ الشاطئ. يدعي الممارسون أن خصائص مياه البحر لها آثار مفيدة على مسام الجلد.
هناك بعض الادعاءات بأن العلاج بمياه البحر قد تم تطويره في المدن الساحلية في بريتاني بفرنسا خلال القرن التاسع عشر. كان الدكتور ريتشارد راسل ممارسًا بارزًا بشكل خاص هذا العلاج في هذه الحقبة، يُعتقد أن منطقة بوفوا دي فارزيم في البرتغال بها تركيزات عالية من اليود بسبب غابات عشب البح، وتخضع للضباب البحري، وهذه الممارسة في السجلات التاريخية منذ عام 1725 وبدأها رهبان البينديكتين؛ توسعت للمزارعين بعد فترة وجيزة. في القرن التاسع عشر، فتحت الحمامات العامة بالمياه المالحة الساخنة وأصبحت ذات شعبية خاصة مع الطبقات العليا. يزعم آخرون أن ممارسة العلاج بمياه البحر قديمة يمكن إرجاع أصولها إلى العصور القديمة النائية. كان الرومان يؤمنون بشدة بفضائل العلاج الحراري والبحري.
في العلاج البحري، يُعتقد أن العناصر من المغنيسيوم والبوتاسيوم والكالسيوم والصوديوم والأوديد الموجودة في مياه البحر تمتصها البشرة. فعالية هذه الطريقة في العلاج غير مقبولة على نطاق واسع لأنها لم تثبت علمياً. يتم تطبيق العلاج في أشكال مختلفة، إما الاستحمام بمياه البحر الدافئة، أو تالتطبب بالوحل البحري أو الطحالب، أو استنشاق الضباب البحري. يُعتبر هذا النوع من العلاج شائع جداً في منطقة البحر الميت.